# カルロス・マリア・イシドロ・デ・ボルボーン
カルロス・マリーア・デ・ボルボン・イ・ボルボン＝パルマ（スペイン語: Carlos María de Borbón y Borbón-Parma, 1788年3月29日 - 1855年3月10日）は、スペインの王族。モリナ伯。カルリスタの王位請求者としてカルロス5世（スペイン語: Carlos V）を称した。

## 生涯
カルロスは、スペイン国王カルロス4世とその妃マリアの間の次男としてマドリードの王宮で生まれた。
兄のスペイン王フェルナンド7世は嫡出の男子を持たず、4度目の結婚で王女イサベルを得たのみであった。ボルボン家はサリカ法による継承を定めていたため、カルロスが王位を継承する予定であったが、フェルナンド7世は1830年に国事詔書を発してサリカ法を廃した。1833年にフェルナンド7世が死去すると、娘のイサベルがイサベル2世としてスペイン女王に即位した。
スペインでは当時、ブルジョワの支持する自由主義派と、教会・貴族地主を中心とする反動派が政治対立を続けていたが、カルロスは後者と結託した。そのため、摂政マリア・クリスティーナ王太后はブルジョワと結びついた。ここに7年にわたる内乱、第一次カルリスタ戦争が発生することになった。1833年、カルロスはバスクとナバラに政府を作ってカルロス5世と称し、トマース・デ・スマラカレギ、ラモン・カブレラ将軍を司令官として、マドリードの政府軍と衝突した。最初は優勢を占め、一時はマドリードに迫る勢いだった。しかしバルドメロ・エスパルテロを将軍に迎えたマドリード軍が逆襲し、カルリスタ内で教会と軍の分裂が生じたため、次第に足並みが乱れた。1839年にスマラカレギに代わり将軍となったラファエル・マロトは、単独でマドリードの政府とベルガラ協定を結んで休戦した。
カルロスはフランスのブールジュに亡命した。1845年にはカルリスタの王位を長男のカルロス・ルイスに譲り、自らはトリエステに引退した。
この後もカルリスタはスペイン北部で勢力を保ち、19世紀を通じて政治勢力として存続し、王位請求運動を行った。

## 家族
1816年に、ポルトガル国王ジョアン6世の次女マリア・フランシスカ（1800年 - 1834年）と結婚した。姉カルロータ・ホアキーナの娘であるため、カルロスとマリア・フランシスカとは叔父と姪の関係にあった。2人の間には3男が生まれた。
- カルロス・ルイス（1818年 - 1861年）
- フアン・カルロス（1822年 - 1887年）
- フェルナンド（スペイン語版）（1824年 - 1861年）

マリア・フランシスカと死別後、1838年にその姉マリア・テレザ（1793年 - 1874年）と再婚した。2人の間に子供は生まれなかった。